# MDPV
Метилендиоксипировалерон (МДПВ, англ. methylenedioxypyrovalerone, MDPV) — психоактивное вещество со стимулирующими свойствами класса катиноны, действует как ингибитор обратного захвата дофамина и норадреналина. Является воздействующим на психику препаратом со свойствами стимулятора. Установлено, что МДПВ по силе воздействия в четыре раза превосходит известный стимулятор метилфенидат, а также имеет более короткое действие. МДПВ не используется в медицинских целях, однако продавался с 2007 до 2010 год в качестве легального психостимулятора; применялся в исследованиях как химическое соединение и употреблялся людьми как сильный стимулятор.

## Наименования
Известен некоторым пользователям из США как «MTV», «MDPK», «Magic (Мэйджик)», «Super Coke (Супер Кокс)» и «Peevee (Пиви)». МДПВ продавался на улицах под различными названиями, такими как Cloud 9 (Клауд Найн), Ivory Wave (Айвори Вэйв), Ocean (Оушен), Charge Plus (Чардж Плас), White Lightning (Уайт Лайтнинг), Scarface (Скарфэйс), Hurricane Charlie (Харикэйн Чарли), Red Dove (Рэд Дав), White Dove (Уайт Дав), PV1 (серия специально разработанных пировалеронов, включающая МДПВ). В 2010 году продавался под видом «соли для ванн», средств для отпугивания грызунов, удобрений для растений.

## Фармакология

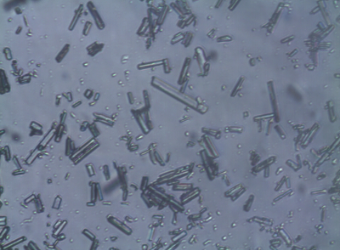
Кристаллы гидрохлорида MDPV при 400-кратном увеличении

МДПВ никогда не использовался в медицине. Как сообщается, он имеет в четыре раза более сильное воздействие, чем метилфенидат. МДПВ — это 3,4-метилендиоксид, замещённое производное пировалерона, разработанного в 1960-х годах, который использовался для лечения хронической усталости и как анорексант, но возникли проблемы злоупотребления и зависимости. Однако, несмотря на структурное сходство, МДПВ мало походит на другие производные метилендиоксифенилалкиламина, такие как 3,4-метилендиокси-N-метамфетамин (МДМА).

## Внешний вид
Вещество от чисто белого до светло-коричневого цвета, гидрофильный рассыпчатый порошок с лёгким запахом. При долгом пребывании вещества на открытом воздухе приобретает запах картофеля. Также наблюдается быстрое разложение и изменение свойств вещества, когда оно находится в контакте с воздухом в виде свободного основания.

## Эффекты
МДПВ действует как стимулятор и имеет схожие свойства с амфетамином и кокаином. Острые эффекты могут включать:
физические: учащённое сердцебиение, повышение артериального давления, сужение сосудов, потоотделение.
психические: продление бодрствования и возбуждение, беспокойство, кажущееся уменьшение потребности в пище и сне.
Такие эффекты, как тахикардия, гипертензия продолжаются от 3 до 4 часов, мягкая стимуляция — от 6 до 8 часов. Высокие дозы могут вызывать продолжительные приступы паники, у людей, не переносящих стимуляторы — психозы, отсутствие сна, галлюцинации.
После использования МДПВ наступает пост-эффект, схожий с метамфетамином, который характеризуется депрессией, вялостью, головной болью, беспокойством, постуральной гипотензией (головокружение и слабость мышц), а в некоторых случаях покраснением глаз, которое обычно спадает в течение от 4 до 8 часов. Также боль в животе вместе с почечной болью.
МДПВ также может привести к временному спазму жевательных мышц и/или скрежету зубами.
Побочные эффекты сильно зависят от дозы. Известны летальные случаи в разных странах мира, причина смерти — гипертермия. Известен случай возникновения гемиплегии.
Активная доза 3—5 мг, а типичная 5—20 мг.

### Продолжительность эффектов
- Время действия (перорально/назально) 2—7 часов
- Ожидание 5—30 мин.
- Усиление 30—60 мин.
- Плато 30—180 мин
- Спад 30—120 мин.
- Пост-эффект 2—94 ч.

### Положительные
- Стимуляция
- Эйфория, поднятие настроения
- Общительность
- Повышение мотивации
- Повышение эмпатии
- Усиление либидо

### Нейтральные
- Увеличение зрачков (при больших дозах)
- Повышается чувствительность к звукам, запахам
- Обезвоживание (сухость во рту)

### Негативные
- Бессонница
- Сжатие мышц челюсти
- Психическая зависимость
- Потеря аппетита
- Тревога
- Острая дистония
- Головная боль
- Тахикардия
- Вазоконстрикция
- Повышение артериального давления
- Кратковременная потливость с неприятным запахом
- Кратковременный дискомфорт в области горла, долговременный у некоторых людей
- Кратковременное повышение температуры на 0,2 — 0,3 °C
- Временная паранойя, бред преследования
- Рвота
- Онейроидный синдром

## Долговременные последствия
Долговременные последствия использования МДПВ исследованы недостаточно. 

## Получение
Схема синтеза МДПВ из пипероналя (гелиотропина):

## Правовой статус

### В Российской Федерации
На данное время МДПВ внесён в перечень наркотических средств, психотропных веществ и их прекурсоров, подлежащих контролю в Российской Федерации (с 25 февраля 2011 года).
Постановлением Правительства РФ от 01.10.2012 N 1002 (ред. от 01.04.2016) «Об утверждении значительного, крупного и особо крупного размеров наркотических средств … для целей статей 228, 228.1, 229 и 229.1 УК РФ» метилендиоксипировалерон отнесён к наркотическим веществам и запрещен к свободной продаже. Значительный размер — 0,6 г, крупный размер — 3,0 г, особо крупный размер — 600 г.

### За рубежом
В Великобритании после доклада ACMD о производных катинона, МДПВ — это наркотик класса B, подпадающий под акт о злоупотреблении наркотиками 1971 года, что делает незаконным торговлю им или хранение без лицензии. Наказания включают более пяти лет лишения свободы и/или штраф в неограниченном размере за хранение; до 14 лет и/или штраф в неограниченном размере за производство или торговлю. 
МДПВ внесён в список специально контролируемых веществ в Финляндии, Дании и Швеции. В Швеции 33-летний мужчина был приговорён к 6 годам лишения свободы за хранение 250 граммов МДПВ, которые были приобретены до уголовной ответственности. Хотя это не контролируемое вещество в Германии, оно подпадает под закон о лекарственных препаратах (AMG), который делает его изготовление, продажу или импорт без лицензии незаконным, что обсуждалось 12 декабря 2010 года.
Хотя МДПВ является легальным в Австралии, в настоящее время он конфискуется на таможне.
MDPV запрещён в Луизиане и Флориде. Запрещён в Нью-Джерси в соответствии с законом Памелы. Закон назван в честь Памелы Шмидт, студентки Университета Рутгерса, убитой в марте 2011 года предполагаемым пользователем MDPV. Позже в токсикологическом отчёте его не было обнаружено в её организме. 
8 декабря 2011 года в соответствии с Законом о контроле над синтетическими наркотиками Палата представителей США проголосовала за запрет МДПВ и ряда других синтетических наркотиков, которые легально продавались в магазинах.